# Naissance en 898
Naissance
- 894
- 895
- 896
- 897
- 898
- 899
- 900
- 901
- 902

Cette page dresse une liste de personnalités nées au cours de l'année 898 :
- Fu Yanqing (en), général chinois durant la période des Cinq Dynasties et des Dix Royaumes.
- He Ning, ministre chinois durant la période des Cinq Dynasties et des Dix Royaumes.
- Li Congyan (en), fils de Li Maozhen (en), unique roi de la dynastie Qi (en), durant la période des Cinq Dynasties et des Dix Royaumes.
- Rukn ad-Dawla, premier sultan bouyide d'Ispahan.
- Sang Weihan (en), ministre chinois durant la période des Cinq Dynasties et des Dix Royaumes.

date incertaine (vers 898)
- Hugues le Grand , comte de Paris, marquis de Neustrie, puis duc des Francs, comte d'Auxerre, il est le père d'Hugues Capet.
- Li Tao (en), ministre chinois durant la période des Cinq Dynasties et des Dix Royaumes.

## Crédit d'auteurs
- Cet article est partiellement ou en totalité issu de l'article intitulé « 898 » (voir la liste des auteurs).